# NEARfest
Le North East Art Rock Festival, ou NEARfest, est un festival international annuel de rock progressif créé en 1998 par Robert LaDuca et Chad Hutchinson, qui se déroule aux États-Unis à Bethlehem (Pennsylvanie). La première édition a lieu en 1999.

## Liste des groupes passés au NEARfest par année

### Années 1990

#### NEARfest 1999
IQ, Mastermind, Larry Fast, Scott McGill's Hand Farm, Alaska, Spock's Beard, Solaris, Crucible, Ice Age, Nathan Mahl

### Années 2000

#### NEARfest 2000
Happy the Man, Anekdoten, Iluvatar, DFA, North Star, Transatlantic, Pär Lindh Project, Il Balletto di Bronzo, Thinking Plague, Nexus 

Pré-show : Echolyn, Priam

#### NEARfest 2001
Porcupine Tree, Deus ex machina, White Willow, Under the Sun, Birdsongs of the Mesozoic, Banco del Mutuo Soccorso, After Crying, California Guitar Trio avec Tony Levin, Djam Karet, The Underground Railroad 
 
Pré-show : Land of Chocolate, The Red Masque, Wine of Nails 

#### NEARfest 2002
Nektar, Echolyn, Isildurs Bane, Miriodor, La Torre dell'Alchimista, Steve Hackett, Caravan, Enchant, Gerard, Spaced Out, McGill/Manring/Stevens 
 
Pré-show : Dr. Nerve, Dysrythmia

#### NEARfest 2003
Magma, The Flower Kings, Tunnels, Alamaailman Vasarat, High Wheel, Camel, Änglagård, Kraan, Glass Hammer, Sleepytime Gorilla Museum 

Pré-show : Miriodor, Woodenhead, IZZ 

#### NEARfest 2004
Univers Zero, Mike Keneally Band, Richard Pinhas, Pallas, Yezda Urfa, Strawbs, Planet X, Sean Malone, Metamorfosi, Hidria Spacefolk ; Pré-show : The Musical Box

#### NEARfest 2005
IQ, Présent, Steve Roach, Frogg Café, Wobbler, Le Orme, Kenso, Matthew Parmenter, The Muffins, Knight Area ; 
Pré-show : Premiata Forneria Marconi, Proto-Kaw

#### NEARfest 2006
Ozric Tentacles, FM, Richard Leo Johnson, Riverside, KBB, Keith Emerson, Niacin, Ange, Michael Manring, Guapo ;  Pré-show : Hatfield and the North, The Tony Levin Band

#### NEARfest 2007 (23 et 24 juin 2007)
Magma, Hawkwind, Pure Reason Revolution, Magenta, La Maschera di Cera, NeBeLNeST, Indukti, IZZ, Robert Rich, Bob Drake ; Pré-show : Allan Holdsworth, Secret Oyster, One Shot.

#### NEARfest 2008
Banco del Mutuo Soccorso, Liquid Tension Experiment, Fish, Peter Hammill, Synergy, echolyn, Discipline, Radio Massacre International, Mörglbl, Koenji Hyakkei

#### NEARfest 2009
PFM, Gong, Van der Graaf Generator, Steve Hillage, Trettioåriga Kriget, Beardfish, DFA, Cabezas de Cera, Oblivion Sun, Quantum Fantay

### Années 2010

#### NEARfest 2010
Steve Hackett, Eddie Jobson's Ultimate Zero Project, Three Friends, The Enid, Riverside, Pineapple Thief, Iona, Forgas Band Phenomena, Astra, Moraine

#### NEARfest 2011
Édition annulée

## Fin du festival
Faute de vente suffisante de billets, le 25 mars 2011, la direction du festival annonce en ligne que l'édition 2011 est annulée.
L'édition 2012 a eu lieu du 22 au 24 juin, au même endroit. Cette 13e édition, appelée Apocalypse, fut la dernière.

## Représentants français
Sur ses douze éditions, seuls cinq artistes et groupes français se sont produits à ce festival : Richard Pinhas, Gong, Magma, Ange et le Forgas Band Phenomena.